# Caristius groenlandicus
Caristius groenlandicus är en fiskart som beskrevs av Jensen, 1941. Caristius groenlandicus ingår i släktet Caristius och familjen Caristiidae. Inga underarter finns listade.